# 鳳山廳
鳳山廳（日语：〔〕／ Hōzan chō */?）為台灣日治時期行政區劃，設立於1901年11月，廳治位於鳳山街；1909年10月，鳳山廳併入臺南廳。鳳山廳的範圍大約是現今高雄市西半部地區。

## 沿革
1897年6月10日，臺南縣鳳山支廳、恆春支廳合併為「鳳山縣」，其下轄的大湖、阿公店、打狗和鳳山辨務署即為後來的鳳山廳範圍。1898年6月，鳳山縣併入臺南縣，而打狗辨務署併入鳳山辨務署，大湖辨務署並入阿公店辨務署。1900年4月1日，阿公店辨務署併入鳳山辨務署，轄下共計55區；同年11月，55區整併為31區。
明治三十四年(1901年)11月11日，台灣總督府以辦務署負責地方政務，而縣及廳介於總督府與辦務署之間，造成行政事務上的欠缺靈活 ，因而廢止「三縣四廳」，改設「二十廳」之行政單位，劃分原台南縣為嘉義廳、鹽水港廳、台南廳、蕃薯藔廳、鳳山廳、阿猴廳等六廳，其中鳳山廳範圍北起二仁溪，西至海，東臨大崗山與高屏溪，廳治設於鳳山街，下轄阿公店支廳、楠仔坑支廳、打狗支廳等三支廳，並沿用既有的31區。鳳山廳及其各支廳廳舍位置如下：
- 鳳山廳舍：鳳山街
- 打狗支廳舍：初設於旗後街（沿用打狗辨務署廳舍）[2]，於1905年6月4月移轉至哨船頭街[3]
- 楠仔坑支廳舍：楠仔坑街
- 阿公店支廳舍：阿公店街（沿用阿公店辨務署廳舍）[2]

1902年6月1日，原屬打狗支廳的「港仔墘區」、「後勁區」改隸屬楠仔坑支廳。1904年4月15日，鳳山廳實施街庄整併。1906年（明治39年）2月3日，楠仔坑支廳改名為「楠梓坑支廳」，其所轄之楠仔坑區亦改名為「楠梓坑區」。1909年（明治42年）10月25日，台灣總督府將原有之二十廳，廢止合為十二廳，鳳山廳廢止，併入台南廳，成為其下的鳳山支廳、打狗支廳、阿公店支廳和楠梓坑支廳。此四支廳於1920年10月再拆分為高雄郡、岡山郡、鳳山郡。
另外，鳳山廳直轄區域因管理不便，鳳山廳在設立之初，曾計畫將直轄區域分拆為直轄（鳳山區、七老爺區、港仔墘區、空地仔區、赤山區）、頂林仔邊支廳（原林仔邊區、中芸區、赤崁區、大林蒲區）和大樹腳支廳（姑婆藔區、井仔腳區、中庄區），但後來並未實施。
| 1897年6月 | 1898年6月 | 1901年11月 | 1901年11月 | 1909年10月 | 1909年10月 | 1920年10月 | 1920年10月     |
| --------- | --------- | ---------- | ---------- | ---------- | ---------- | ---------- | -------------- |
| 鳳山縣    | 臺南縣    | 鳳山廳     | 直轄       | 臺南廳     | 鳳山支廳   | 高雄州     | 鳳山郡         |
| 鳳山縣    | 臺南縣    | 鳳山廳     | 阿公店支廳 | 臺南廳     | 阿公店支廳 | 高雄州     | 岡山郡         |
| 鳳山縣    | 臺南縣    | 鳳山廳     | 楠仔坑支廳 | 臺南廳     | 楠梓坑支廳 | 高雄州     | 岡山郡、高雄郡 |
| 鳳山縣    | 臺南縣    | 鳳山廳     | 打狗支廳   | 臺南廳     | 打狗支廳   | 高雄州     | 高雄郡         |

## 行政區劃
| 支廳       | 區       | 管轄區域   | 管轄區域 | 備註                       |
| 支廳       | 區       | 堡里       | 街庄（整併前街庄），粗體為區街庄長役場位置 | 備註                       |
| ---------- | -------- | ---------- | --- | -------------------------- |
| 直轄       | 港仔墘區 | 鳳山下里   | 草衙庄、佛公庄（佛公庄、內苓仔藔庄）、港仔墘庄（港仔墘庄、盡望嶼庄）、二苓庄（大苓庄、二苓庄）、大人宮庄（山林尾庄、大人宮庄、竹仔溝庄）、店仔後庄（落堀庄、店仔後庄、大橋頭庄） | 原屬打狗支廳               |
| 直轄       | 大林蒲區 | 鳳山下里   | 鹽水港庄（鹽水港庄、過港庄）、中林仔庄、鳳鼻頭庄、大林蒲庄、紅毛港庄（紅毛港庄、燒灰員庄） |                            |
| 直轄       | 空地仔區 | 鳳山上里   | 灣仔頭庄（山仔腳庄、想思林庄、灣仔頭庄）、過埤仔庄（土庫庄、田中央庄、頂中庄、過埤仔庄、埤仔後庄、園尾庄、埤墘仔庄、埤墘庄）、空地仔庄（尼仔內庄、空地仔庄、後大厝庄）、中大厝庄（下中庄、中大厝庄、大茄苳庄）、大坪頂庄、莿蔥腳庄（山猪塭庄、莿蔥腳庄、山濫庄）、中廍庄（上塘庄、田藔庄、中廍庄、後壁林庄）、二橋庄（仙草嶺庄、二橋庄、大草厝庄、浚墘庄）                                     |                            |
| 直轄       | 林仔邊區 | 小竹下里   | 林仔邊庄（頂過溝仔庄、下過溝仔庄、下林仔邊庄、頂林仔邊庄、韮菜園庄、米店仔庄、牛埔仔庄）、王公廟庄（山腳庄、六湖庄、沓尾庄、三張廍庄、瓦磘溝庄、林內庄、王公廟庄）、溪洲庄（溪洲仔庄、外溪洲庄、內溪洲庄、溪尾庄、五塊厝庄） |                            |
| 直轄       | 中芸區   | 小竹下里   | 汕尾庄、中芸庄（中芸庄、灣仔內庄、中港庄、西溪庄、牛廍庄、沽仔藔庄、後大厝庄）、港仔埔庄（椰樹庄、過溝庄、林裡庄、港仔埔庄、檨仔林庄、頂厝庄、內厝庄、廍邊庄、港仔嘴庄、田中央庄、中坑門庄） |                            |
| 直轄       | 赤崁區   | 小竹下里   | 潭頭庄（潭頭庄、林內庄、中厝庄）、赤崁庄（赤崁庄、郎公庄、新庄仔庄、林內庄、潮洲藔庄、過溪仔庄、鳥鼠洲庄）、拷潭庄（拷潭庄、大崎腳庄）、大藔庄（芎蕉腳庄、洪厝埕庄、拷潭藔庄、邱厝庄、後壁藔庄、頂大藔庄、下大藔庄） |                            |
| 直轄       | 翁公園區 | 小竹上里   | 磚仔磘庄（磚仔磘庄、溪埔藔庄、江山仔庄、後庄）、翁公園庄（中庄、打鐵店庄、翁公園庄、琉球藔庄）、山仔頂庄（山仔頂庄、漏磘庄、前庄、埤服內庄） |                            |
| 直轄       | 小坪頂區 | 小竹上里   | 小坪頂庄（井仔腳庄、小坪頂庄、龍目井庄、大坵園庄）、大樹腳庄（烏瓦磘庄、大樹腳庄、大坪頂庄）、九曲堂庄（竹仔藔庄、公館庄、湖底庄、九曲堂庄、瓦厝庄）、無水藔庄（內埔庄、埤仔尾庄、無水藔庄） |                            |
| 直轄       | 姑婆藔區 | 觀音內里   | 檨仔腳庄（山猪堀庄、興化藔庄、檨仔腳庄、大庄）、姑婆藔庄（姑婆藔庄、洲仔庄、聖媽坑庄、竹圍仔庄、三腳厝庄、竹腳厝庄、樓仔庄、龍眼宅庄、石壁藔庄）、溪埔庄（溪埔庄、田藔仔庄、渡船頭庄、嶺口庄、二邦坑庄、公館庄、統嶺坑庄、猪母乳坑庄、生仙坑庄、埔仔厝庄、園內庄、蔴竹園庄、興化廍庄） |                            |
| 直轄       | 赤山區   | 赤山里     | 灣仔內庄、赤山庄（赤山庄、外甲庄）、鳥松腳庄（鳥松腳庄、大埤庄）、夢裡庄（夢裡庄、新埤內庄）、崎仔腳庄（崎仔腳庄、埔占園庄）、牛潮埔庄（牛潮埔庄、埤墘仔庄）、田草埔庄、山仔腳庄（山仔腳庄、林內庄）、本館庄、坔埔庄、大腳腿庄（大腳腿庄、國公厝庄、米香店庄）、十九灣庄 |                            |
| 直轄       | 鳳山區   | 大竹里     | 鳳山街（縣口街、粟倉後街、捕廳巷街、石橋仔街、城隍廟街、大廟後街、虎廟前後街、豆油巷街、臭堀墘街、照墻後街、大廟口街、西門街、柴市街、店仔口街、三角窗街、登瀛街、新打路街、莿桐腳街、王厝菜園街、大老甘宅街、大老衙街、鴨市仔街、魚市仔街、田仔下街、瓦瑤尾街、草店尾街、中和街、火房口街、大埤底街、下橫街）、竹仔腳庄（竹仔腳庄、過溝仔庄）、新庄仔庄（新庄仔庄、竹巷庄、北門街庄、武洛塘） |                            |
| 直轄       | 七老爺區 | 大竹里     | 道爺廍庄（道爺廍庄、下菜園庄）、七老爺庄（七老爺庄、中崙庄、一甲庄）、五甲庄（五甲庄、牛藔庄、埤岸腳庄）、新甲庄、籬仔內庄（籬仔內庄、崗山仔庄）、五塊厝庄 |                            |
| 打狗支廳   | 苓雅藔區 | 大竹里     | 大港庄（大港庄、關帝廳庄）、三塊厝庄（三塊厝庄、桃路頭庄）、林德官庄、大港埔庄、前金庄、苓雅藔庄、過田仔庄、戲獅甲庄（戲獅甲庄、大林尾庄）、前鎮庄 |                            |
| 打狗支廳   | 打狗區   | 大竹里     | 鹽埕庄、旗後街、鳥松庄（鳥松庄、大仙頭庄）、中洲庄（上赤竹庄、下赤竹庄、中洲庄、七柱庄、土地公庄、崗隙庄） |                            |
| 打狗支廳   | 打狗區   | 興隆內里   | 哨船頭街、鹽埕埔庄 |                            |
| 打狗支廳   | 埤仔頭區 | 興隆內里   | 內惟庄（內惟庄、龍目井庄、東安藔庄、崎腳庄、橋仔頭庄、龍水庄、竹帷仔庄、頂下藔庄、凹仔底庄）、桃仔園庄（桃仔園庄、中庄仔庄、山頂庄）、前峰尾庄（大道公庄、前峰尾庄）、覆鼎金庄（新庄仔庄、船仔頭庄、田尾庄、覆鼎金庄、外埔庄） |                            |
| 打狗支廳   | 埤仔頭區 | 興隆外里   | 埤仔頭庄（埤仔頭庄、後菜園） |                            |
| 打狗支廳   | 左營區   | 興隆外里   | 菜公庄、左營庄（洲仔庄、山腳庄、左營庄、店仔頂庄）、廍後庄、竹仔腳庄（竹仔腳庄、塭岸頭庄） |                            |
| 楠梓坑支廳 | 後勁區   | 半屏里     | 後勁庄、右冲庄（右沖庄、苦瓜藔庄）、五塊厝庄（前五塊厝庄、下五塊厝庄）、八卦藔庄（八卦藔庄、後港庄）、大灣庄（檨仔林庄、大灣庄） | 原屬打狗支廳               |
| 楠梓坑支廳 | 援巢中區 | 觀音上里   | 千秋藔庄（千秋藔庄、施砧仔庄、鞍仔坪庄、麒麟尾庄、番仔田庄、金山仔庄）、援巢中庄（車瓜林庄、崎溜庄、援巢中庄）、援巢右庄（五老爺庄、新厝仔庄、援巢右庄）、竹仔腳庄、瓊仔林庄、吊雞林庄、深水庄（大崎頭庄、烏山頂庄、深水仔庄、南勢崙庄）、滾水坪庄（四角林庄、滾水坪庄）、角宿庄、滾水庄（江春仔庄、滾水仔庄、銃城仔庄）、湖仔內庄（牛梱湖庄、湖仔內庄、石尖庄、坑口庄）                       |                            |
| 楠梓坑支廳 | 考潭區   | 觀音下里   | 竹仔門庄（瓦磘仔庄、竹仔門庄、豆醬宮庄）、仁武庄（仁武庄、田藔庄、埤藔仔庄）、新庄、赤山仔庄、考潭庄、灣仔內庄（潭底庄、灣仔內庄、南勢埔庄）、蛇仔形庄（蛇行仔庄、中庄仔庄）、前埔厝庄（前埔厝庄、三公藔庄、竹仔坑庄、瓦厝仔庄）、烏材林庄 |                            |
| 楠梓坑支廳 | 楠梓坑區 | 觀音下里   | 後庄仔庄 |                            |
| 楠梓坑支廳 | 楠梓坑區 | 觀音中里   | 楠仔坑街（楠仔坑街、中埔庄、外埔庄）、土庫庄（土庫庄、芎蕉腳庄）、林仔邊庄、三奶壇庄（三奶壇庄、離仔內庄）、大社庄（大社庄、圳頭庄、竹圍庄、檨仔腳庄） |                            |
| 楠梓坑支廳 | 保舍甲區 | 觀音中里   | 中路林庄（中路林庄、林口庄、三塊厝庄）、保舍甲庄（保舍甲庄、萬根松庄）、牛食坑庄（牛食坑庄、加納崎庄、柑仔宅庄、水哮庄、大竹圍庄）、面前埔庄（面前埔庄、吊狗嶺庄、破車籠庄、溪尾庄、塔仔腳庄、恆山仔庄）、鳳山厝庄（鳳山厝庄、下厝仔庄、頂烏鬼埔庄、下烏鬼埔庄）、蜈蜞潭庄（蜈蜞潭庄、箍桶藔庄、北勢林庄）                                                                                     | 保舍甲區庄長役場位於大社庄 |
| 楠梓坑支廳 | 仕隆區   | 觀音中里   | 中崎庄（中崎庄、海防庄） |                            |
| 楠梓坑支廳 | 仕隆區   | 仁壽下里   | 頂鹽田庄、五里林庄（五里林庄、芋藔庄）、白樹仔庄（六班長庄、檨仔腳庄、倒松仔庄、白樹仔庄）、林仔頭庄（內庄、牛埔仔庄、林仔頭庄）、橋仔頭庄、援中港庄（頂援中港庄、下援中港庄）、下鹽田庄、九甲圍庄（九甲圍庄、新庄）、仕隆庄（仕隆庄、青埔庄） |                            |
| 阿公店支廳 | 阿公店區 | 仁壽下里   | 臺上庄（厝仔庄、為隨庄、臺上庄、下竹圍庄）、大藔庄（下庄仔庄、大藔庄）、後紅庄（程香庄、頂後紅庄、下後紅庄） |                            |
| 阿公店支廳 | 阿公店區 | 仁壽上里   | 阿公店街、前峯庄、街尾崙庄（街尾崙庄、劉寶公庄）、後恊庄 |                            |
| 阿公店支廳 | 梓官區   | 仁壽上里   | 白米庄（白米庄、鹽埔庄）、石螺壇庄（頂石螺潭庄、下石螺潭庄）、梓官庄（梓官庄、中崙庄）、大舍甲庄（同安厝庄、大舍甲庄、淵官庄）、茄苳坑庄（茄苳坑庄、典寶庄、淵官庄）、赤崁庄（赤崁庄、典寶庄）、蚵仔藔庄（頂蚵仔藔庄、下蚵仔藔庄） |                            |
| 阿公店支廳 | 彌陀港區 | 仁壽上里   | 漯底庄（頂漯底庄、下漯底庄）、海尾庄（知高藔庄、海埔庄、大山仔庄）、舊港口庄（舊港口庄、新港口庄、新厝仔庄）、鹽埕庄（頂鹽埕庄、下鹽埕庄、三點山庄、五份仔庄）、彌陀港庄、港口崙庄 |                            |
| 阿公店支廳 | 五甲尾區 | 嘉祥外里   | 九鬮庄（九鬮庄、新廍庄、三塊厝庄）、拕子庄（拕子庄、大庄、大埔庄、崗山腰庄、田厝庄）、土庫庄（土庫庄、瓦磘庄、拔仔林庄）、五甲尾庄（五甲尾庄、新庄）、前峯仔庄（前峯仔庄、潭底庄、候缼庄） |                            |
| 阿公店支廳 | 阿嗹區   | 嘉祥外里   | 阿嗹庄（阿嗹庄、瓦廍庄、倉官庄、後藔庄）、中路庄（中路庄、磘仔甲庄）、崙仔頂庄（崙仔頂庄、中甲庄、六甲尾庄、港仔後庄）、石案潭庄（石案潭庄、青旗甲庄）、崗山營庄（崗山營庄、營盤庄、茄苳腳庄、埤仔尾庄、北仔藔庄） |                            |
| 阿公店支廳 | 大湖區   | 長治二圖里 | 大湖庄（大湖庄、田尾庄）、湖內庄（湖內庄、參軍庄）、竹滬庄（竹滬庄、頂藔庄、中藔庄、三塊藔庄）、後鄉庄（後鄉庄、下甲庄、下藔庄） |                            |
| 阿公店支廳 | 一甲區   | 長治一圖里 | 一甲庄（一甲庄、三甲庄）、下坑庄、營後庄（營後庄、營前庄、前荷庄）、新園庄 |                            |
| 阿公店支廳 | 一甲區   | 維新里     | 下社庄（下社庄、三鎮庄）、大社庄（大社庄、圍仔內庄）、半路竹庄（半路竹庄、蔡文庄） |                            |
| 阿公店支廳 | 竹仔港區 | 維新里     | 灣仔內庄、本洲庄、竹仔港庄（竹仔港庄、崁下庄）、烏樹林庄（烏樹林庄、三塊厝庄）、北嶺墘庄、三爺埤庄、鴨母藔庄 |                            |
| 阿公店支廳 | 圍仔內區 | 文賢里     | 海埔庄（海埔庄、劉厝庄、大爺庄、公館庄、下厝庄、中厝庄、拔仔林庄）、圍仔內庄（圍仔內庄、葉厝甲庄、廍邊庄、草地藔庄、廟後庄、下注庄、蘇厝庄、外埔庄、白砂崙庄、草地尾庄）、頂茄萣庄（頂茄萣庄、下茄萣庄、神安庄、新庄）、崎漏庄 |                            |

## 鳳山廳舍

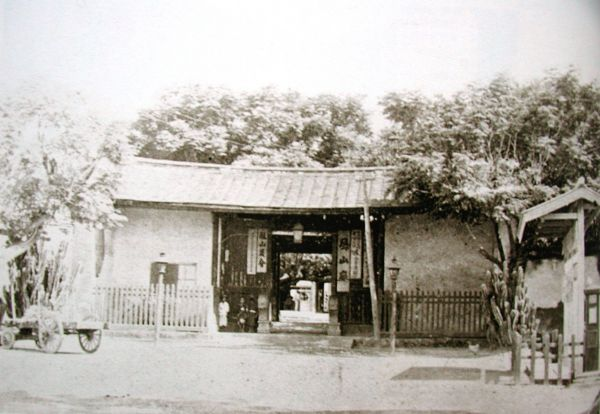
沿用清朝鳳山縣衙的鳳山廳舍

鳳山廳舍是沿用1858年（咸豐8年）興建的鳳山縣衙，由於其空間狹隘、通風採光不佳、漏水、蟲害等因素，且當時鳳山街為瘧疾疫區，加上打狗已開通了綜貫鐵道和港灣改良建設，以及正在撰定中的打狗市區改正計畫，考量打狗未來的發展，鳳山廳長橫山虎次曾於1904年提出將鳳山廳設移至打狗之議。

## 歷屆廳長
| 任次 | 肖像 | 姓名 (生–卒)     | 在任時間       | 在任時間       | 備註 |
| ---- | ---- | ---------------- | -------------- | -------------- | ---- |
| 1    |      | 川田久喜 (？–？) | 1901年11月11日 | 1905年8月29日  |      |
| 2    |      | 橫山虎次 (？–？) | 1905年8月29日  | 1909年10月25日 |      |

附註
1. ↑  原鳳山辨務署長。
2. ↑  改任澎湖廳長。

## 設施
- 臺灣總督府專賣局打狗支局
- 臺灣總督府鳳山醫院
- 台南衛戍病院鳳山分院
- 台灣兵第二聯隊第二大隊
- 台灣憲兵隊台南分隊鳳山分遣隊
- 台灣陸軍運輸部打狗派出所
- 台南地方法院鳳山登記所
- 基隆築港局打狗出張所
- 打狗燈台
- 臺灣總督府鐵道部打狗出張所
- 安平稅關打狗支署[9]